# Le Centième Nom
 (avril 2023).
Si vous disposez d'ouvrages ou d'articles de référence ou si vous connaissez des sites web de qualité traitant du thème abordé ici, merci de compléter l'article en donnant les références utiles à sa vérifiabilité et en les liant à la section « Notes et références ».
Le Centième Nom est une pièce de théâtre française de Michel Giliberti. Créée pour la première fois en 2006, à l'initiative de Samuel Ganes, dans une mise en scène de Stéphane Aucante, avec Salim Kechiouche dans le rôle de Jihad et Samuel Ganes dans le rôle de David. Elle est alors jouée dans le Nord, dans les Ardennes ou encore à Reims et à Bordeaux.

## Argument
Cette pièce est une tragédie humaniste, minimaliste qui met en scène la rencontre accidentelle de deux hommes, Jihad, le Palestinien, et David, l’Israélien, mis face à face, qui se déroule sur fond de ruines. Ayant perdu ses parents dans l’explosion d’une bombe meurtrière, l’autre, Palestinien, se prépare à mourir le lendemain en commettant un attentat-suicide. Tous deux attendent la mort. Les dialogues sont âpres, cinglants et mettent en évidence l’absence de dialogue et de compréhension entre les protagonistes. Cette pièce se place irrémédiablement au cœur de l’actualité, tire son titre de l’Islam dans lequel Dieu a 99 noms terrestres et doit révéler son centième nom lors du jugement dernier.

## Reprises
En 2010, Jean-Pierre Terracol la monte à son tour à Bordeaux, avec Ahmed Alami et Lionel Heches. 
En 2013, cette pièce est créée pour la première fois à Paris, dans une mise en scène de Romain Poli, avec Mike Fédée dans le rôle de Jihad et Samuel Ganes, de nouveau dans le rôle de David. 